# Aramides ypecaha
Aramides ypecaha là một loài chim trong họ Rallidae.

## Hình ảnh

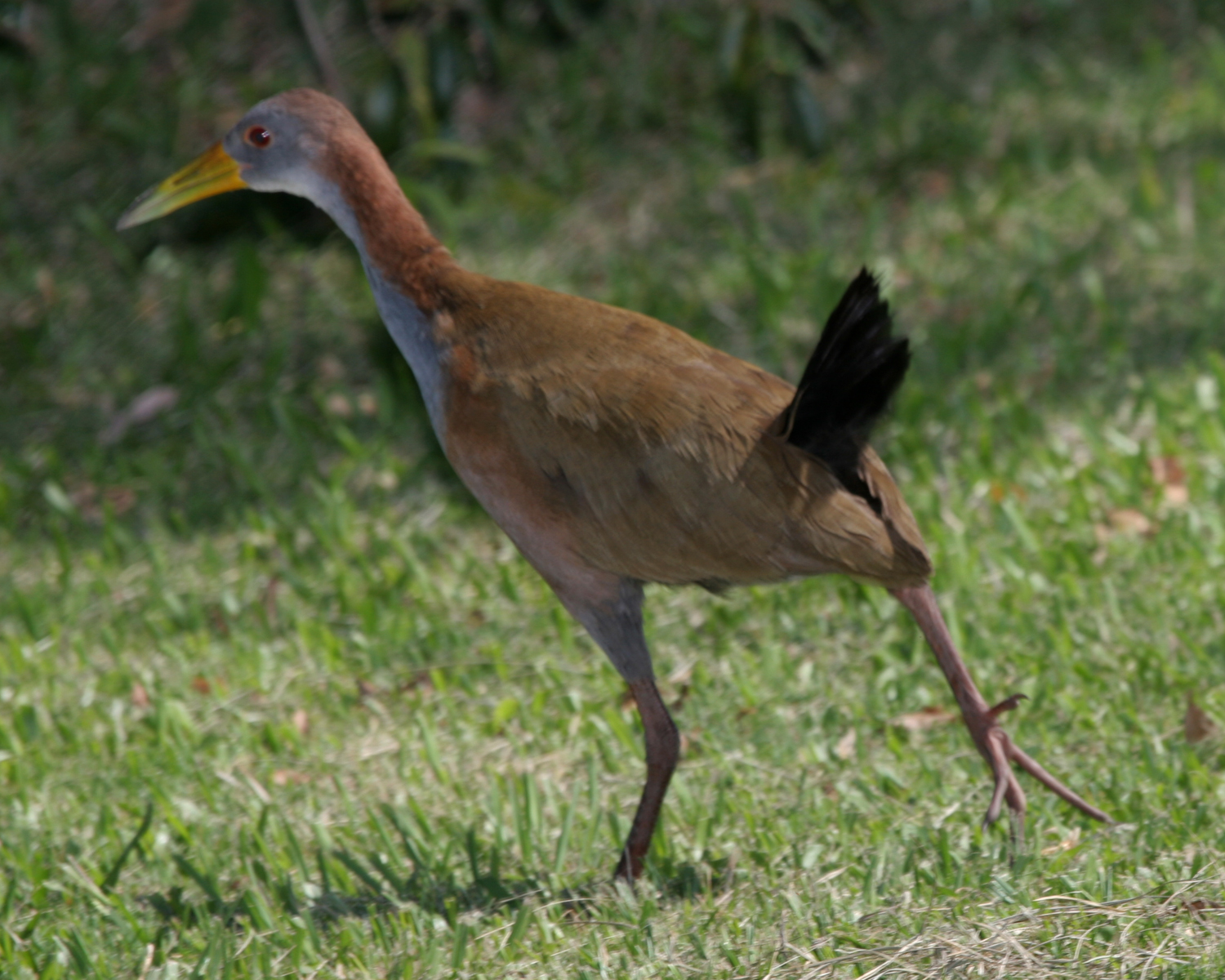
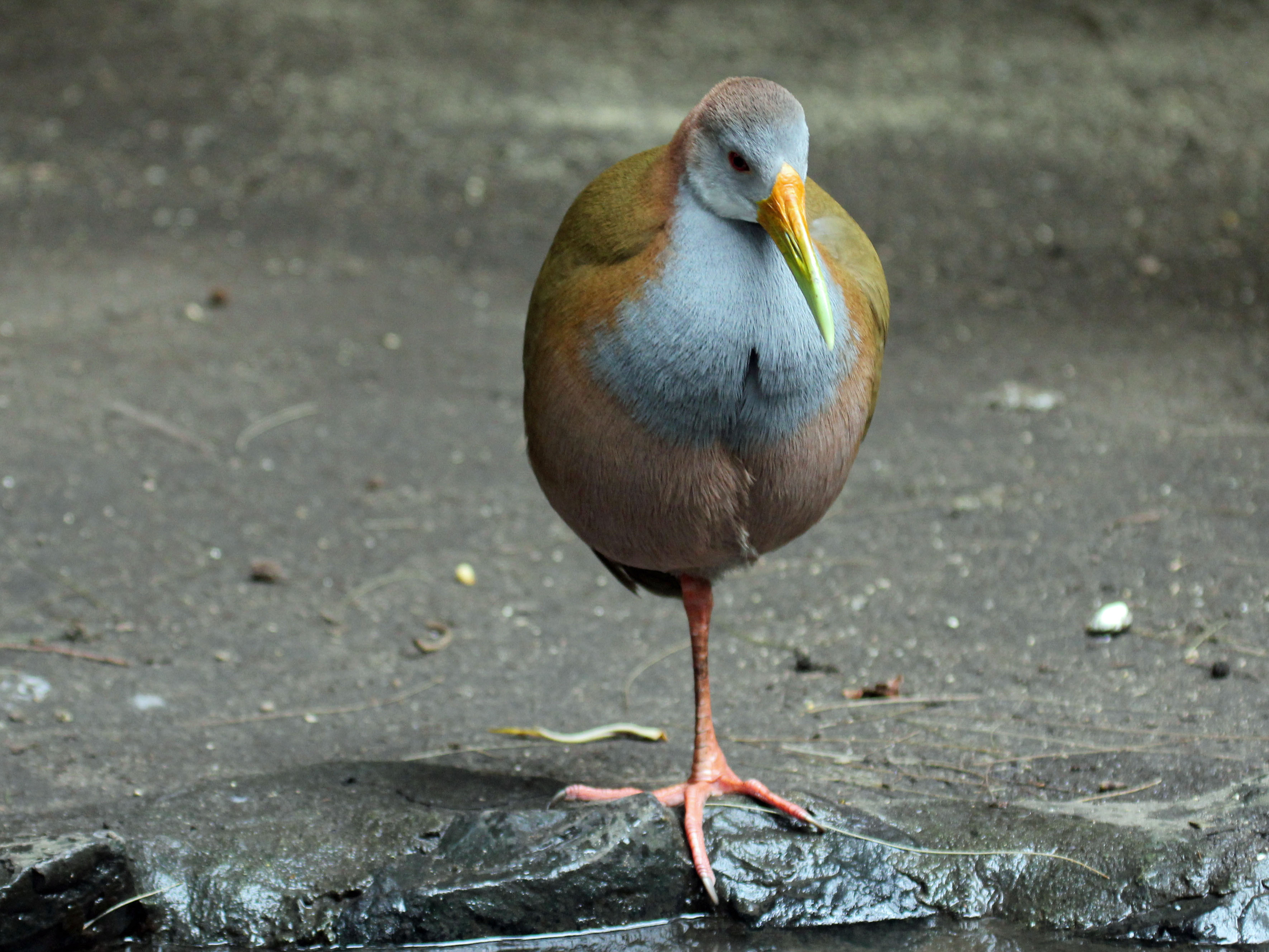
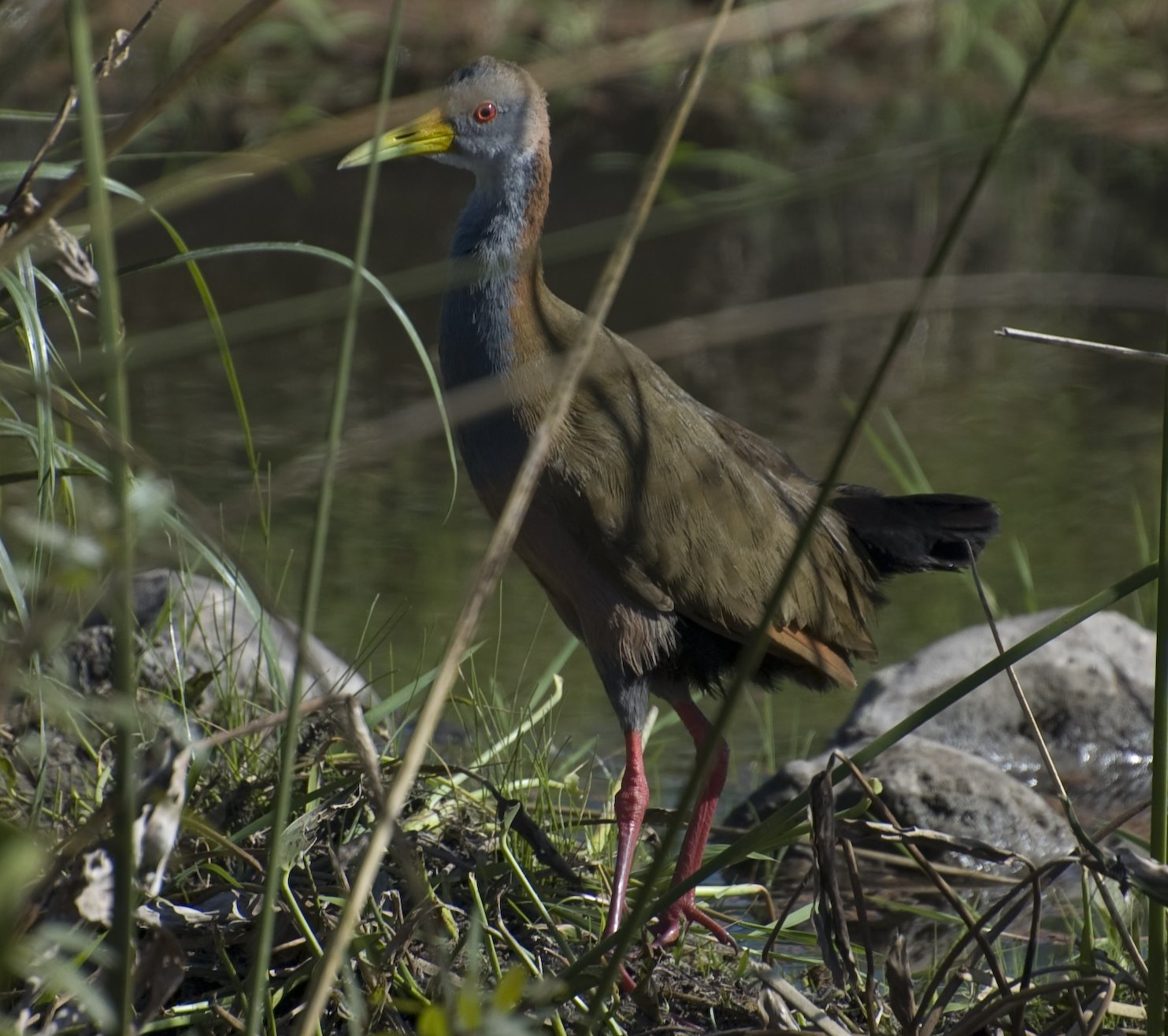
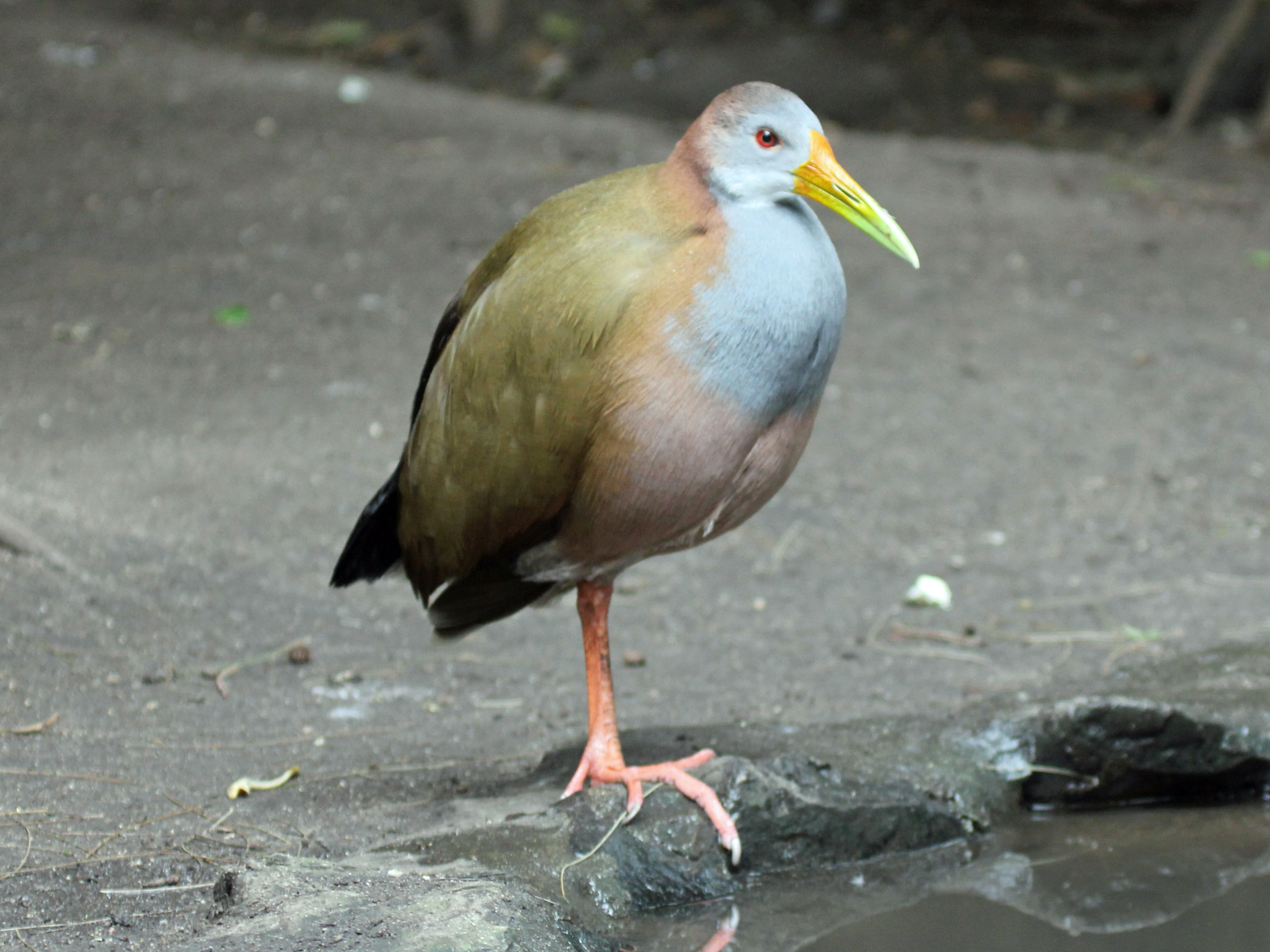